# Acacia undoolyana
Acacia undoolyana är en ärtväxtart som beskrevs av Gregory John Leach. Acacia undoolyana ingår i släktet akacior, och familjen ärtväxter. Inga underarter finns listade i Catalogue of Life.